# Юліус Томсен
Ганс Петер Юрген Юліус Томсен (нар. 16 лютого 1826, Копенгаген, Данія — пом. 13 лютого 1909) — данський хімік.

## Біографія
Юліус Томсен народився в Копенгагені. Після закінчення Політехнічного інституту в Копенгагені (1846) викладав там же, потім у військовій школі. У 1866—1901 роках — професор Копенгагенського університету. У 1883—1902 роках — директор Політехнічного інституту в Копенгагені. Член Данського королівського товариства наук (з 1860) і його президент у 1888—1909 роках.

## Наукова діяльність
Основні праці Томсена присвячені термохімії. Починаючи з 1852 року Томсен виконав термохімічні дослідження найважливіших хімічних реакцій. Розробив (1853) промисловий спосіб отримання соди та сульфату амонію з кріоліту (цей спосіб був витіснений способом Сольве). 1853 року висловив положення, що зв'язують хімічну спорідненість двох речовин з кількістю теплоти, яка виділяється при їх взаємодії.
1866 року Томсен сформулював правило, згідно з яким кожен простий чи складний хімічний процес супроводжується тепловим ефектом, і в системі взаємодіючих речовин найімовірніший той процес, який протікає з найбільшим виділенням теплоти. Розвиваючи ідеї Томсена, французький вчений М. Бертло висунув 1867 року принцип максимальної роботи (принцип Бертло — Томсена), згідно з яким усі самовільні процеси ідуть в напрямку найбільшого теплоутворення.
У 1882—1886 роках Томсен опублікував фундаментальну працю «Термохімічні дослідження». 1895 року запропонував так звану сходову форму графічного зображення періодичної системи хімічних елементів.